# ジャック・トゥシャール
ジャック・トゥシャール (Jacques Touchard, 1885年 – 1968年 ) は、フランスの数学者。奇数の完全数の性質の必要条件の定理で知られる。他にも、確率論の分野で、トゥシャール多項式の提唱者である。